# قاعدة الجهاد الإلكترونية
قاعدة الجهاد الإلكترونية أو تنظيم القاعدة الإلكتروني هو تنظيم مسلح سلفي جهادي أعلن عن قيامه في 20 يناير 2015 من قبل القيادة العامة في تنظيم القاعدة.

## بعض العمليات
- في يوم 23 يناير 2015 قامت قاعدة الجهاد الإلكترونية بأول عملياتها باختراق الموقع الرسمي لشركة كويلتا الأمريكية وتبنت العملية في إصدار مرئي بعنوان : وأعدوا لهم.[5]
- في يوم 25 يناير 2015 قامت قاعدة الجهاد الإلكترونية بالهجوم علي شبكة الكنيسة الموقع لاتهامه بالإساءة للإسلام.[6]
- في يوم 8 فبراير 2015 قامت قاعدة الجهاد الإلكترونية بالهجوم علي موقع تابع للجيش الأمريكي وأعلن التنظيم الحرب علي أمريكا في الإصدار نفسه وأعلن أيضاً عن تأسيس مؤسسة المعارك للإنتاج الإعلامي كمؤسسة تابعة للتنظيم.[7][8]
- في يوم 14 فبراير 2015 قامت قاعدة الجهاد الإلكترونية باختراق موقع للحكومة الصينية.
- في يوم 22 مارس 2015 قامت قاعدة الجهاد الإلكترونية باختراق 3 مواقع لشركة فيفا وهي أكبر شركة تجارية في شبه القارة الهندية.
- في يوم 23 مارس 2015 قامت قاعدة الجهاد الإلكترونية باختراق 4 مواقع إسرائيلية.
- اختراق 7 مواقع صينية من بينهم موقع لإنتاج الخمور يوم 19 مارس 2015[9][10]
- اختراق 4 مواقع تابعة لشركات صينية مختلفة وذلك في يوم 13 يونيو 2015.
- قامت قاعدة الجهاد الإلكترونية باختراق 22 موقع بريطاني في عملية أسموها غزوة بريطانيا[11]
- اخترق التنظيم شركة فرنسية كبيرة للبرمجيات [12]
- اختراق موقع رياضي فرنسي في 10 يوليو 2015.[13]
- قام التنظيم باختراق 5 مواقع نمساوية.[14]
- اختراق 6 مواقع إيرانية في 16 مارس 2016.[15][16]
- اختراق شركة عقارية أردنية وذلك في 23 مارس 2016[17]

## مقالات ذات صلة
- القاعدة
- طالبان